# Ambros Waibel
Ambros Waibel (* 1968 in München) ist ein deutscher Schriftsteller und Journalist. 
Waibel studierte Germanistik und Italianistik in München, Marburg und Venedig. Er wirkte als Regieassistent und Regisseur an diversen deutschen Bühnen. 1996 gehörte er zu den Gründern des Marburger Kulturzentrums Waggonhalle.
Seit 2008 ist Waibel Redakteur im Meinungsressort der Tageszeitung taz. Schwerpunktmäßig befasst er sich dort mit Gesellschaft, Kultur und Medien, ist aber auch auf den Kulturseiten der linken Tageszeitung junge Welt anzutreffen.
Waibel, der auch als Übersetzer tätig ist, lebt seit 18 Jahren in Berlin. Er hat zwei Söhne und eine Tochter.
Ambros Waibel ist Verfasser von erzählenden Werken sowie einer Biografie Jörg Fausers. 2002 erhielt er ein Arbeitsstipendium der Berliner Senatsverwaltung für Wissenschaft, Forschung und Kultur.

## Veröffentlichungen
- Schichten. Novellen und Berichte. Edition Selene, Wien 1999, ISBN 3-85266-105-6.
- My private BRD. Verbrecher-Verlag, Berlin 2002, ISBN 3-935843-12-7.
- Imperium eins. Drei römische Erzählungen. Verbrecher-Verlag, Berlin 2003, ISBN 3-935843-21-6.
- mit Nils Folckers (Hrsg.): Marburganderlahnbuch. Verbrecher-Verlag, Berlin 2003, ISBN 3-935843-33-X.
- mit Matthias Penzel: Rebell im Cola-Hinterland. Jörg Fauser – eine Biographie. Edition Tiamat, Berlin 2004, ISBN 3-89320-076-2.
  - erweiterte Neuauflage: Jörg Fauser. Rebell im Cola-Hinterland. Die Biografie, Diogenes, Zürich 2024, ISBN 978-3-257-07292-1.
- Leben Lums. Verbrecher-Verlag, Berlin 2006, ISBN 3-935843-58-5